# Aeroportul Municipal Iowa Falls
Aeroportul Municipal Iowa Falls (IATA: IFA, ICAO: KIFA, FAA LID: IFA) este un aeroport din Iowa, Statele Unite ale Americii.
Situat la o altitudine de 346,49664 m, aeroportul dispune de 1 pistă.

## Infrastructură

### Piste
Aeroportul dispune de o singură pistă. Pista 13/31 are suprafața de asfalt și dimensiunile 4.600 picioare × 75 picioare. 